# Виверження (фільм, 2019)
Виверження (кор. 분화) — південнокорейський бойовик 2019 року, знятий Лі Хе Чжуном та Кім Бен Со, з Лі Бен Хоном, Ха Чон У, Ма Дон Соком, Чон Хе Чжин та Пе Су Джі у головних ролях. Фільм був випущений у грудні 2019 року в Південній Кореї.

## Сюжет
Гора Пекту, вулкан, що знаходиться, на кордоні Китаю і Північної Кореї, раптово прокидається, викликаючи сильні землетруси як у Північній, так і в Південній Кореї. На Корейському півострові настає пандемоніум, і цього районі прогнозуються нові виверження. Щоб запобігти ще одній катастрофі, Чон Ю Кен планує операцію, засновану на теорії професора Кан Бон Ре, який вивчав вулкан Пекту та його можливі майбутні виверження.
Чо Ін Чан призначається капітаном загону спецпризначенців, який бере участь в операції. Чо Ін Чан пов'язується з Лі Чжун Пхен, який є частиною Корейської народної армії в Північній Кореї, як шпигун. Тим часом Чой Чжі Ен вагітна дружина Чо Ін Чана знаходиться одна в Сеулі та намагається вижити під час катастрофи.
Ін Чан летить зі своєю командою літаком, і вони спускаються за допомогою парашута після того, як їх літак виходить з ладу. Вони знаходять Чжун Пхена, який утримувався у північнокорейській в'язниці, і допитують його, щоб знайти потрібну шахту, найближчу до кальдери гори Пекту. Пригрозивши своїй дружині, що вмирає, розкрити місцезнаходження його дочки, Чжун Пхен веде команду Ін Чана до електростанції, і вони витягають шматок урану з ядерної ракети. Це попереджає американський гарнізон у Південній Кореї, який відправляє солдатів, щоб завадити Чжун Пхену доставити шматок урану кільком гангстерам із Китаю.
Ін Чан і Чжун Пхен ухиляються від американців і досягають Почхона, міста неподалік гори Пекту. Чжун Пхен зустрічає свою налякану дочку, і так само, як китайські гангстери мало не вбивають його за те, що він не доставив уран, Ін Чан дає уран, але встановлює його таймер так, щоб він збігався з показником виверження гори Пекту. Хоча американські солдати також прибувають, щоб забрати уран, вони та китайські гангстери біжать, коли гора Пекту знову вивергається, викликаючи нові землетруси. Ін Чан та Чжун Пхен приносять уран у шахту, а Чжун Пхен забирає бомбу в глибину шахти, залишаючи Ін Чана з дочкою Чжун Пхен, яку він усиновлює. Уранова бомба вибухає та зупиняє землетруси, рятуючи безліч життів.
Через рік Північна і Південна Корея разом спостерігають за відновленням півострова. У Ін Чана та Чжі Він народився син.

## В ролях
| Актор       | Роль                                                |
| ----------- | --------------------------------------------------- |
| Лі Бен Хон  | Лі Чжун Пхен                                        |
| Ха Чон У    | Чо Ін Чан капітан саперного загону спецпризначенців |
| Ма Дон Сік  | доктор Кан Бон Ре / Роберт Кан                      |
| Чон Хе Чжин | Чон Ю Кен                                           |
| Пе Су Джі   | Чій Чжі Ен дружина Чо Ін Чана                       |

## Критика
Згідно з агрегатором рецензій Rotten Tomatoes, фільм має рейтинг схвалення 73 % на основі 11 рецензій із середньою оцінкою 5,8/10.